# 周伯萍
周伯萍（1920年3月—2012年6月29日），安徽省肥西县人，中华人民共和国政治人物、外交官。
早年参加革命，长期工作于粮食税收，曾任计划财务司司长兼储运局局长。后调入外交部，担任中国驻希腊大使，任内发生“雅典事件”，后担任中国驻阿尔及利亚等国大使。回国后，担任国家计划生育委员会副主任、第七届全国政协委员。

## 生平

### 民国时期
早年参加抗日战争，担任第五战区民众抗日动员委员会直属乡村访问团从事宣传工作，1939年转入安徽省军政干部训练班财政会计组学习。结业后分配到安徽洒县安徽省财政厅厅第十一进出口货物检查处任分派所长。1940年，皖东北建立抗日民主根据地，他任皖东北进出口货物检查处分处主任、处长。
1940年11月，任苏北淮海专署财经处督导员，涟水、泗沭、东灌沭等县税检局局长。1941年3月，加入中国共产党。1942年至1945年，先后任淮海行署第一、第四财粮监理处监理员，兼淮海军分区第一、第四支队供给处长，淮海行署驻盐阜区椰油办事处主任，行署财粮处副处长。1945年8月至1948年4月，任苏皖边区政府第六专署财粮处长，兼军分区供给部长，1948年5月至1949年4月，任华中行政办事处粮食部长。

### 共和国时期
1949年5月至1952年9月，任苏南行署粮食局长、华东军政委员会粮食局副局长、局长。1952年10月至1964年9月任粮食部副部长并先後兼任办公厅主任、基建局局长、工业局局长、粮食统购统销司司长、计划财务司司长、储运局局长、研究室主任等职。周伯萍曾称他当时和国家统计局局长贾启允、粮食部长陈国栋做了一个电话调查，统计得出死亡几千万，报告送交毛泽东、周恩来，周要求他们销毁
1964年10月，调入外交部，任外交部赴外语学院工作队领导小组成员。1967年5月后，曾任驻坦桑尼亚大使馆临时代办，主持与坦桑尼亚、赞比亚就坦赞铁路进行协商。1972年6月5日，中华人民共和国与希腊共和国建交后，开始派遣驻希腊大使，周伯萍担任首任驻希腊大使。然而未赴任不久，周伯萍就因为人生地不熟，而误入当时未建交的以色列駐希臘大使館官邸，史称“雅典事件”，后毛泽东批准免于处分。
1975年，接替林中担任驻阿尔及利亚大使。1978年，由徐明接任，其改任驻扎伊尔大使。
1981年3月，为加强对计划生育工作，中国成立国家计划生育委员会。1982年5月4日，第五届全国人大代表大会常务委员会第22次会议通过，周伯萍担任国家计划生育委员会副主任。1985年8月19日，离职。2001年离休。2012年在北京逝世。

## 著作
- 周伯萍. . 世界知识出版社. 2004-01-01. ISBN 9787501222247.